# Milano-Sanremo 1974
La Milano-Sanremo 1974, sessantacinquesima edizione della corsa, fu disputata il 18 marzo 1974, su un percorso di 288 km. Fu vinta dall'italiano Felice Gimondi, giunto al traguardo con il tempo di 6h46'16" alla media di 42,534 km/h, precedendo i belgi Eric Leman e Roger De Vlaeminck.
Presero il via da Milano 193 ciclisti, 132 di essi portarono a termine la gara.

## Ordine d'arrivo (Top 10)
| Pos. | Corridore          | Squadra    | Tempo    |
| ---- | ------------------ | ---------- | -------- |
| 1    | Felice Gimondi     | Bianchi    | 6h46'16" |
| 2    | Eric Leman         | MIC-Ludo   | a 1'53"  |
| 3    | Roger De Vlaeminck | Brooklyn   | a 1'54"  |
| 4    | Franco Bitossi     | Scic       | a 1'55"  |
| 5    | Enrico Paolini     | Scic       | a 2'05"  |
| 6    | Marino Basso       | Bianchi    | s.t.     |
| 7    | Walter Godefroot   | Carpenter  | s.t.     |
| 8    | Frans Verbeeck     | Watney     | s.t.     |
| 9    | Freddy Maertens    | Carpenter  | s.t.     |
| 10   | Jaime Huélamo      | KAS-Kaskol | s.t.     |